# 은덕역
은덕역(恩德驛)은 함경북도 경흥군에 있는 회암선의 철도역으로, 개업 당시 이름은 신아오지역(新阿吾地驛)이었다.

## 역사
- 1942년 9월 10일 : 신아오지역으로 개통
- 1977년 : 은덕역으로 역명 변경